# Dębsk (powiat mławski)
Dębsk – wieś sołecka w Polsce, położona w województwie mazowieckim, w powiecie mławskim, w gminie Szydłowo.
Miejscowość jest siedzibą rzymskokatolickiej parafii św. Stanisława Kostki należącej do dekanatu mławskiego.
Do 1954 roku istniała gmina Dębsk. W latach 1954–1959 wieś należała i była siedzibą władz gromady Dębsk, po jej zniesieniu w gromadzie Szydłowo. W latach 1975–1998 miejscowość należała administracyjnie do województwa ciechanowskiego.